# Sericanthe auriculata
Sericanthe auriculata är en måreväxtart som först beskrevs av Ronald William John Keay, och fick sitt nu gällande namn av Elmar Robbrecht. Sericanthe auriculata ingår i släktet Sericanthe och familjen måreväxter. Inga underarter finns listade i Catalogue of Life.